# Ambrosius Abel
Ambrosius Joseph Abel (* 1. Juni 1820 in Leipzig; † 30. Juli 1878 ebenda) war ein deutscher Verleger.

## Leben
Nach dem Schulabschluss wurde er 1835 Buchhändlerlehrling bei J. J. Weber in Leipzig. 1851 gründete er seine eigene Firma Ambr. Abel und spezialisierte sich auf den Verlag populärwissenschaftlicher naturkundlicher Werke. 1852 erwarb er den Verlag von Friedrich Hofmeister, und 1864 erweiterte er den Verlag durch den Ankauf von Teilen der Verlagsfirma Heinrich Hübner in Leipzig und begann auch die Herausgabe medizinischer Bücher. Sein Sohn Georg Abel und später auch sein Sohn Hans Abel führten die Firma weiter.